# ちゃんこ (映画)
『ちゃんこ』は、広島大学の相撲部を題材にした日本の映画作品。2005年10月広島先行公開、2006年3月18日全国公開。監督はサトウトシキ。
部員の減少によって廃部の危機に陥った相撲部が女子学生と留学生によって救われるという、広島大学の相撲部で実際にあった出来事をもとに製作された。
2005年5月から約1か月間、広島大学の東広島キャンパスにて同大学の学生のべ1300人のエキストラを動員して撮影された。劇中では「東広島大学」となっている。
少年・青年・成人・家族向きの4部門の文部科学省選定映画となった。

## キャスト
- 中田由香：須藤温子
- 若林竜造：東貴博
- 牧本丈治：柄本佑
- 片岡富雄：北村悠
- 石山良子：西田尚美
- 松川敏之：渡部篤郎
- アンディ・カブレラ：リカヤ・スプナー
- 東広島大学学長：牟田泰三 （当時の広島大学学長）

## スタッフ
- 監督：サトウトシキ
- プロデューサー：佐藤ヒデアキ
- 脚本：山田耕大/港岳彦
- 音楽監修：田中範康
- 音楽製作：名古屋芸術大学音楽製作研究部
- 企画協力：佐々木昭雄
- 特別協賛：DHC
- 製作者：佐藤秀明
- 製作：ネオプレックス、ドリームワン